# معيار البيانات الجغرافية البلدية المفتوحة
معيار البيانات الجغرافية البلدية المفتوحة (OMG) يسعى إلى تعزيز التداول الحر للمعلومات بين الهيئات الحكومية والمواطنين من خلال إنشاء مجموعة مشتركة من المعايير التقنية لتنظيم البيانات العامة وتبادلها.

## ملخص
يستهدف معيار OMG تحديدًا البيانات على صعيد الوكالات في المدن والبلديات. من المفيد معالجة بيانات المستوى التي تأخذ شكل صيغة رقمية، ولكنها تتواجد في قواعد البيانات الخاصة ولا يمكن للمواطنين الوصول إليها على الفور.
- المفتوحة - متاحة ويمكن الوصول إليها بحرية (على النحو الذي تحدده المبادئ أدناه)
- البلدية - أو المتعلقة ببلدة أو مدينة أو حكومتها المحلية
- البيانات الجغرافية - البيانات الجغرافية: أي بيانات أو معلومات تحتوي على عنصر الموقع أو العنوان
- معيار - منهجية أو نموذج معتمد

## الأهداف
مشروع معيار OMG الذي تأسس على فكرة أن البيانات العامة ليست عامة بالفعل إذا لم يكن من الممكن الوصول إليها بحرية، يضم عدة أهداف:
1. وضع معيار تقني مفتوح لهيكلة البيانات الجغرافية العامة وتبادلها
2. تطوير مكتبة من دراسات الحالة والوثائق والمواد المصدرية التي تدعم فوائد جعل البيانات الجغرافية العامة من السهل الوصول إليها
3. المساعدة في بناء مجتمع واسع من المواطنين والمسؤولين الحكوميين العاملين وتمكينهم من تعزيز اعتماد المعيار من جانب حكوماتهم المحلية

## مزايا المشروع
بالنسبة للحكومة
- تقليل الوقت والجهد والموارد اللازمة للوفاء بمتطلبات المعلومات العامة
- زيادة جودة البيانات من خلال توفير البيانات الصحيحة إلى الجمهور من المصدر
- تقليل ازدواجية الجهود
- زيادة الوصول إلى البيانات، وتوافرها، وسرعة تسليمها
- تحسين درجة رضا المواطن وإقامة علاقات عامة جيدة مع المجتمع

بالنسبة للمواطنين
- الوصول المفتوح وحتى الوصول الكامل للبيانات المنسقة بدلاً من الاعتماد على تفسيرات خارجية أو مجموعات فرعية
- إمكانية الوصول إلى المعلومات يؤدي إلى قدر أكبر من المساءلة الحكومية
- تعزيز العمل المجتمعي الأفضل بشأن القضايا الاجتماعية، على سبيل المثال الجريمة، والتلوث، والتراخيص، والحوادث، والتعليم
- تحسين القدرة التنافسية الإقليمية من خلال تمكين الشركات من الوصول إلى البيانات بشكل أكثر سرعة واكتمالاً

## مبادئ البيانات المفتوحة
في ديسمبر عام 2007، ساعدت مؤسسة صنلايت في تنظيم مجموعة من 30 داعمًا للحكومة المفتوحة لوضع مجموعة من المبادئ الأساسية لحركة البيانات الحكومية المفتوحة. أنتج المشاركون مجموعة من المبادئ التالية، التي اعتمدناها نحن في معيار OMG (مع آخرين كثيرين) كأساس قوي يمكن البدء من خلاله. (لمزيد من المعلومات، انظر الموقع الإلكتروني Resource.org)
وتعتبر بيانات الحكومة مفتوحة إذا تم إعلانها بطريقة تتوافق مع المبادئ التالية
1. التكامل: تكون جميع البيانات العامة متاحة. البيانات العامة هي البيانات التي لا تخضع لقيود الخصوصية، أو الأمن، أو الامتياز السارية.
2. الأولية: يتم تحصيل البيانات من المصدر، بأعلى مستوى ممكن من الدقة، وليس في أشكال مجمعة أو معدلة
3. الوقت المناسب: تكون البيانات متاحة بالسرعة المطلوبة حسب الضرورة للحفاظ على قيمة البيانات.
4. إمكانية الوصول: تكون البيانات متاحة لأوسع نطاق من المستخدمين ولمجموعة كبيرة من الأغراض.
5. معالجة بالماكينة: تتم هيكلة البيانات بشكل معقول للسماح بالمعالجة الآلية.
6. عدم التمييز: تكون البيانات متاحة لأي شخص، دون الحاجة إلى التسجيل.
7. غير مملوكة: تكون البيانات متاحة في شكل لا يستطيع بموجبه أي كيان السيطرة عليها سيطرة حصرية.
8. بدون ترخيص: لا تخضع البيانات لأي حقوق للطبع والنشر، أو براءات الاختراع، أو العلامات التجارية، أو تنظيم الأسرار التجارية. قد يُسمح بالقيود المناسبة على الخصوصية والأمن والامتياز.

## تنسيقات البيانات
يسعى معيار OMG إلى تحديد معيار البيانات المفتوحة بشكل تعاوني وجعله أسهل للسماح للحكومات بتبادل البيانات الخاصة بها.
- إكسومجل (XOMGL) - المعيار التقني الرئيسي الذي يوضح كيف يجب تنظيم البيانات، والشروط اللازمة والاختيارية.
- جسون (JSON) - يمكن أن يكون إكسومجل (XOMGL) مخرجًا لتطبيقات أخرى مثل جسون (JSON).
- سسف (CSV) - يمكن أيضًا الحصول على نسخة CSV مجردة من المعيار، مما يسمح بوجود أحجام أصغر من ملف البيانات وسهولة قراءتها من جانب المواطنين العاديين.

## وصلات خارجية
- OMG Standard Site
- OMG Standard Resources